# 羅伊納 (明尼蘇達州)
羅伊納（英語：Rowena）是位於美國明尼蘇達州雷德伍德縣的一個非建制地區。

## 歷史
羅伊納於1902年設立，得名自沃尔特·司各特的長篇歷史小說撒克遜英雄傳中的女角色羅伊納夫人（Lady Rowena）。

## 地理
羅伊納所處的海拔為高於海平面326米（即1070英呎），而該地所採用的時區為UTC-6，即北美中部時區（CST）。同時該地設有夏令時間，為UTC-6調快一小時，即UTC-5（CDT）。